# Праковце
Праковце (словац. Prakovce) — село в окрузі  Ґаланта Трнавського краю Словаччини. Площа села 31,91 км². Станом на 31 грудня 2015 року в селі проживало 3347 жителів.

## Історія
Перші згадки про село датуються 1368 роком.

## Населення
| Рік:            | 1994. | 2004.   | 2014.   | 2024.   |
| --------------- | ----- | ------- | ------- | ------- |
| Кількість осіб: | 3405  | 3441    | 3342    | 3184    |
| Різниця:        |       | +1,05 % | -2,87 % | -4,72 % |

| Рік:            | 2023. | 2024.   |
| --------------- | ----- | ------- |
| Кількість осіб: | 3189  | 3184    |
| Різниця:        |       | -0,15 % |